# Slaget ved Malmø
Slaget ved Malmø fandt sted mellem 11. juni og 5. juli 1677 og var en del af Den skånske krig (1675-1679). Det var et mislykket dansk forsøg på at erobre byen Malmø, ledet af Christian 5.

## Baggrund
Skåne havde i lang tid været dansk territorium, og området blev beskrevet som landets vigtigste landsdel. Men ved freden i Roskilde i 1658 blev Danmark tvunget til at afstå Skåne til Sverige. Danmark forsøgte under den skånske krig (1675–79) og ved en invasion 1709–1710 under den store nordiske krig at generobre Skåne, men de lykkedes ikke. Det begyndte med, at Christian 5. erklærede krig mod Sverige i 1675 for at genvinde de gamle danske landområder, som Frederik 3. havde afstået ved freden i Roskilde i 1658. Angrebet på Skåne blev indledt i foråret 1676. Den danske konge deltog selv i flere slag. Efter seks ugers felttog var Helsingborg, Landskrona og Kristianstad på danske hænder. Kun Malmøhus modstod belejringen. Svenskerne trak sig der efter tilbage til Småland for at få forstærkninger.
Malmø var den vigtigste by i Skåne. Den var omgivet af en befæstning og var et af de få steder i Skåne, som ikke var kommet i danskernes hænder. Svenskerne brugte byen som base for flere militære operationer i området. Skulle kong Christian 5. vinde krigen, måtte han også genvinde Malmø.
Efter slaget ved Lund i december 1676 kunne svenskekongen Karl 11. forsynet sine medtagne styrker med mad fra Malmø. Her var det generalguvernør Fabian von Fersen, som havde kommandoen. De svenske styrker tog Helsingborg og hærgede ved nytår omkring Landskrona i en magtdemonstration for at vise, at Christian 5. var slået på landet.
Der efter rykkede Karl 11. mod Kristianstad i det østlige Skåne i januar 1677 for at erobre denne vigtige by. Men da han fik at vide, at danskerne havde forstærket garnisonen der, bestemte han sig for at overvintre i Væ sydvest for Kristianstad. I mellemtiden beordrede kongen Gyllenstierna, Ulfeldt og De la Gardie til at angribe snaphanerne, som var blevet en plage. Dette førte til belejringen af Kristianopel og belejringen af Karlshamn.
Da foråret nærmede sig, havde danskerne med 1.700 mand forsøgt at generobre Helsingborg den 22. marts 1677, men uden held. Samme dag brød Karl 11. op med sin hær fra vinterkvarteret i Væ. Karl 11. ville fortsat tage Kristianstad men ville også flytte sin hær mod Næs (senere Trollenæs), for derfra kunne han holde Kristianstad under opsigt. Den 16. maj var danskerne klare til et nyt felttog med hårdt tiltrængte forstærkninger efter Lund-slaget.

## Slaget, som ikke kom
Med en hær på 12.800 mand, som blev mønstret den 16. maj, plus de 2.400, som var forlagt på Landskrona fæstning, kunne Christian 5. forberede sig på kamp. Karl 11. drog ud fra Trollenæs og stillede sin hær på Rønneberga bakker. Det var et chancespil for den svenske konge, for han havde kun 5.000 mand, lidt over end en tredjedel af den danske styrke. Generalerne bad Karl 11. om at undgå kamp, men kongen truede dem med dødsstraf.
Christian 5. var klar over sin overlegenhed men ventede alligevel på forstærkninger. Soldaterne nærmede sig den svenske hær ved Rönneberga bakker den 27. maj 1677. Kong Karl 11. så den danske slagorden, stillede sin hær op og rykkede frem mod danskerne.
De stilte sig op ved et par hundrede meter bredt mosepræget terræn, som skilte de to hære fra hinanden således, at der knapt blev løst et skud. Christian 5. fik melding om, at svenskerne fik forstærkninger og flyttede sin hær til et pas vest for Rønneberga bakker for at vente til næste dag. Da Karl 11. forstod, at danskerne ville omringe hans hær, gav han efter for generalernes bøn om tilbagetrækning.
Danskerne opdagede, at svenskerne trak sig tilbage, og sendte kavaleriet ud om morgen for at angribe dem. Generalguvernør Felsen var da kommet til Malmø, og Karl 11. drog til Vä, tæt forfulgt af Christian 5. Den 30. juni nåede Karl 11. Væ og sluttede sig til observationsstyrken under general Schultz. Danskerne gjorde fremgang og erobrede Kristianstad, og dermed måtte Karl 11. flygte fra Væ til Møllerød.

## Belejringen
Christian 5. bestemte sig for at belejre og indtage Malmø. Det var en vanskelig opgave, for ikke blot var generalguvernør von Fersen en erfaren kommandant med udhvilede tropper og god moral, men byen var også godt befæstet. Den var forsvaret med volde, høje mure og brede voldgrave. Der var spidse pæle, som blev beskyttede mod kanonkugler af mindre jordvolde. Mod vest i byen lå citadellet med slottet. Von Fersen arbejdede med at forberede forsvarsværkere og der efter forsvaret af byen, og han blev enig med de 5.000 borgerne i byen om, at de skulle organisere sig i fem kompagnier på hundrede mand. De fik et stort ansvar for forsvaret. Alle frygtede hvad, som skete, hvis byen blev genvundet. Byen ville blive plyndret, og mord og overgreb ville florere.
Danskerne startede med belejringen den 11. juni 1677. Løbegrave blev gravede, indfaldsruterne forberedte og kanoner blev opstillede. Den 15. juni 1677 sendte von Fersen 150 soldater ud, og de gjorde stor skade, og tre nætter senere kom 60 mand ud og tog major Röckling, løjtnant Bülow og fire menige til fange. Tidligt på morgenen den 19. juni angreb 400 svenskere en udpost ved stranden, som generalmajor Bibow havde fået bygget, og de dræbte over hundrede mand. De tog også kaptajn Röpsdorf til fange. Der vistes ingen nåde, og stadige udfald sled hårdt på de danske arbejdere. Det danske artilleri voksede i styrke for hver dag. Natten til den 22. juni stormede nogen danske soldater tre bastioner, men blev overvundet og 300 mand blev dræbt. Hver nat blev der skudt bomber ind mod slottet, men de førte blot til mindre skader.
Natten til den 25. juni nåede danskerne frem til bastionen Stockholm ved Østerporten, og dermed skønnede svenskerne, at stormen var nær, for de kunne ikke undgå at se, at løbegravene blev fulde af danske infanterister, som samlede sig til angreb. Danskerne fik nys om svenske forstærkninger og bestemte sig for at fremskynde angrebet.

## Stormen
Natten til den 26. juni var der en kraftig artilleribeskytning. Der efter gik den danske hær til angreb på otte steder. De brugte stormstiger og pontonbroer, men svenskerne forsvarede sig godt med kanonskud og musketild. Alligevel formåede danskerne at bryde ind i bastionen "Stockholm".
Alt så ud til at ende med dansk sejr, men så opdagede man, at stormstigerne var for korte og at pontonbroerne blev ødelagte over voldgravene. Med generalmajor Bibow i spidsen brød en dansk styrke sig gennem østerporten ind i byen, men svenskerne forhindrede deres mulighed for retræte, og Bibow døde sammen med hundredvis af sine mænd.
Angrebet på Malmø var mislykkedes, og 3-4.000 danskere døde. De fleste blev dræbte, da von Fersen gjorde det klart, at han ikke ville have for mange fanger. Hastværk fra en utålmodig dansk konge, som var nervøs over nyheder om, at den svenske flåde var på vej til slaget i Køge bugt havde udløst tragedien.

## Efterspillet
Den 2. juli 1677 kom tre skadede krigsskibe fra slaget i Køge bugt til Malmø: "Kalmar Slott", "Mercurius" og "Geronimus". De blev angrebne af en nederlandsk eskadre på fem skibe, som tog de to sidste efter, at Kalmar Slott var sat i brand og brændte ned. En dansk eskadre på flere skibe havde beskudt Malmø siden den 9. juni fra søsiden.
Den 5. juli var belejringen ophævet efter, at danskerne havde trukket sig tilbage fra løbegravene. Danskerne brød op den 12. juli 1677, fordi man havde fårt at vide, at forstærkninger var kommet til Herrevaldskloster i det nordlige Skåne, hvor Karl 11. holdt til. Idet den danske hær stod ved Saxtorp, startede slaget ved Landskrona.
Sejrherren fra slaget om Malmø, Fabian von Fersen, døde kort efter af naturlige årsager. Kongen, som havde lidt nederlag, havde nu tabt muligheden for at afgøre krigen til egen fordel to gange.